# Exenterus walleyi
Exenterus walleyi är en stekelart som beskrevs av Joseph Augustine Cushman 1943. Exenterus walleyi ingår i släktet Exenterus och familjen brokparasitsteklar. Inga underarter finns listade i Catalogue of Life.